# Funen
Fyn este a doua insulă daneză ca și mărime, având o suprafață de 2.984 km² și o populație de 447.000 de locuitori (2006). Principalul oraș este Odense, legat de mare printr-un canal. Portul orașului a fost mutat în afara orașului Odense.
Fyn aparține administrativ de Regiunea Syddanmark. În perioada 1970-2006, insula a format cea mai mare parte a amtului Fyn, care includea și insulele Langeland, Ærø, Tåsinge, precum și alte insule mai mici.
Insula este legată de insula Zealand, prin Marele pod al centurii. Podul este compus de fapt din două poduri, unul conectând Fyn de mica insulă Sprogø din mijlocul Marii Centuri și un pod suspendat care face restul legăturii până la Zealand. La momentul inaugurării sale, podul suspendat era cel de-al doilea ca mărime din lume. Din Fyn până în Sprogø, trenurile folosesc un pod separat, paralel cu primul. Sprogø este legat feroviar de Zealand printr-un tunel.
Două alte poduri conectează Fyn de peninsula Iutlanda; primul a fost construit imediat după ce de-al doilea război mondial, fiind folosit atât de autoturisme cât și de trenuri. Al doilea, unul suspendat, a fost construit în anii '70, fiind folosit doar de autoturisme.
Cu excepția principalului oraș, Odense, majoritatea așezărilor importante sunt dispuse în zonele de coastă: Kerteminde, Nyborg, Svendborg, Fåborg, Assens, Middelfart și Bogense.
Fyn este locul nașterii lui Hans Christian Andersen și al lui Carl Nielsen.

## Obiective turistice
- Castelul Egeskov
- Biserica Horne
- Castelul Hvedholm